# 为境外窃取、刺探、收买、非法提供国家秘密、情报罪
《中华人民共和国刑法》中，为境外窃取、刺探、收买、非法提供国家秘密、情报罪，是危害国家安全罪类罪名。

## 量刑

### 主刑
- 处五年以上十年以下有期徒刑；
- 情节特别严重的，处十年以上有期徒刑或者无期徒刑；
- 情节较轻的，处五年以下有期徒刑、拘役、管制或者剥夺政治权利。
- 对国家和人民危害特别严重、情节特别恶劣的，可以判处死刑。

### 附加刑
- 应当附加剥夺政治权利。

## 案例
- 高瑜：2014年为境外提供关于当前意识形态领域情况的通报而被捕，2015年一审判处有期徒刑七年，二审改判五年，后保外就医。
- 桂敏海：銅鑼灣書店事件失蹤者之一，2020年2月24日被浙江省寧波市中級人民法院判刑十年[1]。